# آن تشارني
آن تشارني (بالإنجليزية: Ann Charney)‏ (3 أبريل 1940)؛ كاتِبة، صحفية وروائية كندية.